# Connor Hellebuyck
Connor Hellebuyck (Municipio de Commerce, Míchigan, 19 de mayo de 1993), apodado Bucky, Buck-Buck o Helly, es un jugador profesional estadounidense de hockey sobre hielo que se desempeña en la posición de guardameta en Winnipeg Jets, equipo de la National Hockey League (NHL).

## Carrera
Fue seleccionado en la quinta ronda en la NHL Entry Draft de 2012. En 2015 hizo su debut profesional con el equipo Winnipeg Jets, donde lleva jugando nueve temporadas.